# Cameron Nicholson

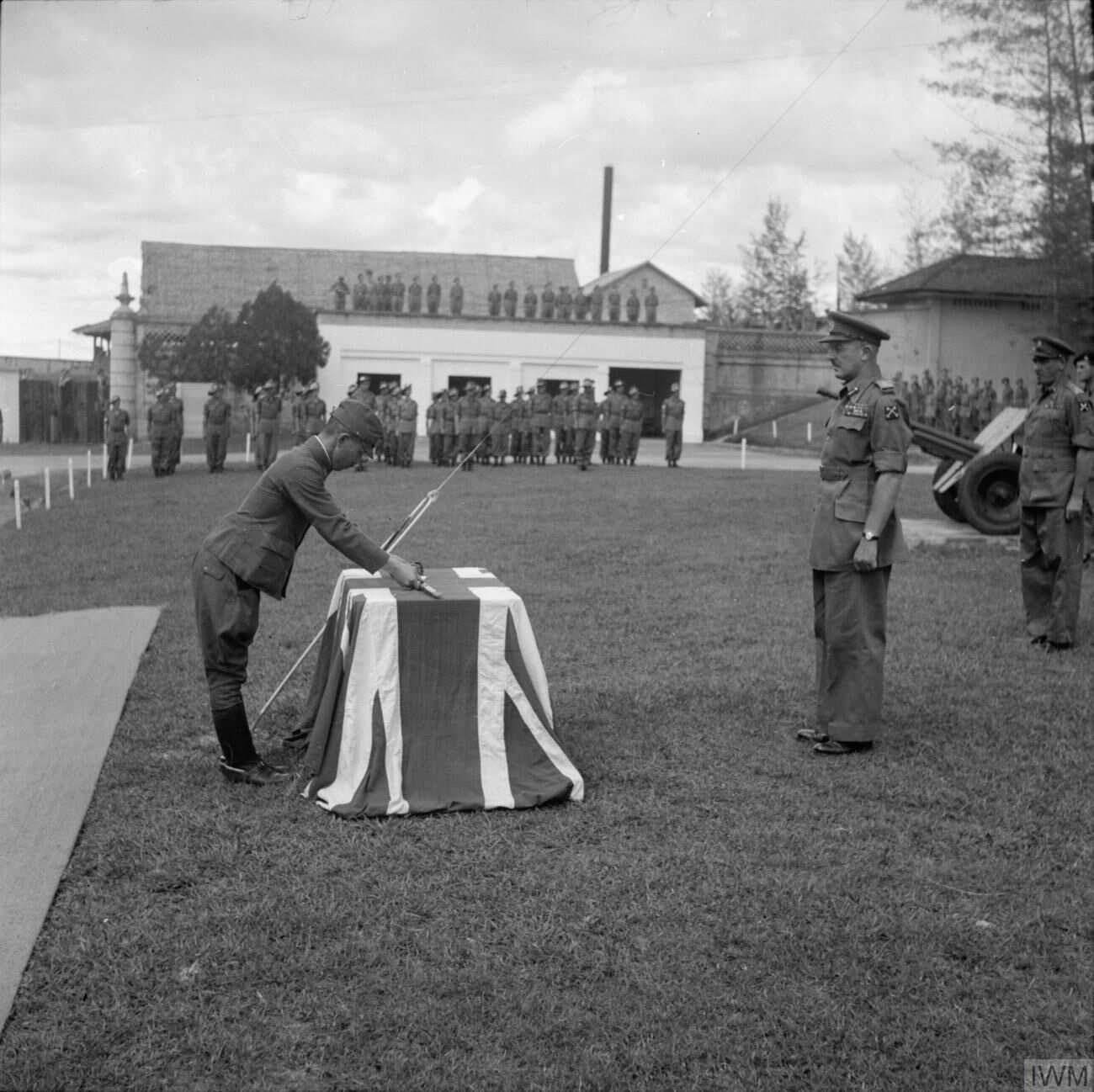
Generalmajor Cameron Nicholson (Mitte) bei der japanischen Kapitulation in Johor Bahru auf der Malaiischen Halbinsel (1945).

Sir Cameron Gordon Graham Nicholson, GCB, KBE, DSO, MC (* 30. Juni 1898; † 7. Juli 1979 in Cornwall, England) war ein britischer Offizier der British Army, der als General zuletzt von 1953 bis 1956 Generaladjutant der Streitkräfte (Adjutant-General to the Forces) war. Er fungierte ferner zwischen 1956 und 1961 als Gouverneur des Royal Hospital Chelsea sowie von 1956 bis 1960 als Master Gunner, St James’s Park.

## Leben

### Offiziersausbildung, Erster und Zweiter Weltkrieg
Cameron Gordon Graham Nicholson, Sohn von Brigadegeneral G. H. W. Nicholson, absolvierte nach dem Besuch des Wellington College in Berkshire eine Offiziersausbildung an der Royal Military Academy Woolwich (RMAW) und wurde nach deren Abschluss im Juli 1915 als Leutnant (Second Lieutenant) in die Royal Artillery übernommen. Er nahm am Ersten Weltkrieg teil und wurde für seine Verdienste 1918 mit dem Military Cross (MC) ausgezeichnet. Nach Kriegsende fand er in der Zwischenkriegszeit zahlreiche Verwendungen als Offizier und Stabsoffizier.
Er war zwischen 1938 und 1939 Instrukteur am Staff College Camberley sowie zu Beginn des Zweiten Weltkrieges 1940 nacheinander Generalstabsoffizier Ersten Grades (General Staff Officer Grade 1) der 45. Infanteriedivision (45th Infantry Division), des Sektors „Sickleforce“ unter Generalmajor Bernard Paget in Norwegen sowie der 18. Infanteriedivision (18th Infantry Division). Für seine Verdienste wurde er 1940 Companion des Distinguished Service Order (DSO). Nachdem er von 1940 bis 1941 stellvertretender Chef des Stabes der Heimatstreitkräfte (Home Forces) war, war er vom 28. Oktober bis zum 1. November 1941 kurzzeitig Kommandeur (Commanding Officer) der 127. Brigade (127th Infantry Brigade) sowie danach zwischen dem 1. November 1941 und dem 1. Juni 1942 Kommandeur der zur 42. Panzerdivision (42nd Armoured Division) gehörenden 42. Unterstützungsgruppe (42nd Support Group). Im Anschluss war er 1942 Kommandeur der Artillerietruppe der 42. Panzerdivision sowie stellvertretender Kommandeur der 6. Panzerdivision (6th Armoured Division).
Während des Tunesienfeldzuges (November 1942 bis 13. Mai 1943) war Cameron Nicholson Kommandeur der nach ihm benannten improvisierten Kampfgruppe Nickforce in Nordafrika und fungierte 1943 für eine Zeit als Brigadegeneral im Generalstab der ebenfalls in Nordafrika eingesetzten Ersten Armee (First Army) unter dem Befehlshaber Generalleutnant Sir Kenneth Anderson. 1943 wurde er aufgrund seiner Verdienste Commander des Order of the British Empire (CBE). Im Anschluss war er zwischen dem 3. April 1943 und dem 1. April 1944 Kommandeur (General Officer Commanding) der 44. Panzerdivision der Indischen Armee (44th Armoured Division (Indian Army)). Danach wurde er nach Burma versetzt und war zwischen dem 7. Mai und dem 8. Juli 1944 Kommandeur der 21. Division der Indischen Armee (21st Indian Infantry Division). Anschließend wurde er als Nachfolger von Generalmajor John Grover am 8. Juli 1944 als Generalmajor (Major-General) Kommandeur der in Burma operierenden 2. Infanteriedivision (2nd Infantry Division) und hatte diesen Posten bis zum 2. April 1946 inne, woraufhin Generalmajor Robert Arkwright ihn ablöste. Zwischenzeitlich war er in Personalunion zwischen dem 13. und dem 23. September 1944 auch Kommandeur der 5. Division der Indischen Armee (5th Indian Infantry Division). Für seine Verdienste wurde er 1945 auch Companion des militärischen Zweiges des Order of the Bath (CB (Mil)).

### Nachkriegszeit und Aufstieg zum General
Nach Kriegsende übernahm Generalmajor Cameron Nicholson zwischen dem 1. Mai 1946 und Mai 1948 den Posten als Leiter der Abteilung Artillerie im Kriegsministerium (Director of Artillery, War Office). Im Juli 1948 wurde er als Generalleutnant (Lieutenant-General) Nachfolger von Generalleutnant Noel Irwin als Oberkommandierender in Westafrika (Commander in Chief West Africa) und hatte diese Position bis zu seiner Ablösung durch Generalleutnant Sir Lashmer Whistler im Mai 1951 inne. Am 2. Januar 1950 wurde er zum Knight Commander des militärischen Zweiges des Order of the British Empire (KBE (Mil)) geschlagen und führte seither den Namenszusatz „Sir“. Im Anschluss wurde er im September 1951 Nachfolger von Generalleutnant Sir Frank Simpson Oberkommandierender des Heereskommandos West (General Officer Commanding in Chief Western Command) und hatte dieses Amt bis April 1953 inne, woraufhin Generalleutnant Sir Charles Loewen ihn ablöste. In dieser Verwendung wurde er auch zum General befördert und am 1. Januar 1953 auch zum Knight Commander des militärischen Zweiges des Order of the Bath (KCB (Mil)) geschlagen.
Im April 1953 wechselte Nicholson auf den Posten als Oberkommandierender des Landstreitkräfte im Mittleren Osten (Commander in Chief Middle East Land Forces), wo er General Sir Brian Robertson ablöste. Im September 1953 wurde er in dieser Funktion von General Sir Charles Keightley abgelöst. Zuletzt wurde er im September 1953 Nachfolger von General Sir John Crocker als Generaladjutant der Streitkräfte (Adjutant-General to the Forces) und verblieb auf diesem Spitzenposten bis November 1956, woraufhin General Sir Charles Loewen seine Nachfolge antrat. Ferner war er zwischen 1954 und 1956 auch Generaladjutant (Aide-de-camp General) von Königin Elisabeth II. und wurde am 10. Juni 1954 zum Knight Grand Cross des militärischen Zweiges des Order of the Bath (GCB (Mil)) erhoben.
Nach seinem Eintritt in den Ruhestand war Sir Cameron Nicholson als Nachfolger von Sir Bernard Paget zwischen 1956 und seiner Ablösung durch Sir Frank Simpson 1961 als Gouverneur des Royal Hospital Chelsea, ein Altersheim für ausgediente und kriegsinvalide Soldaten der British Army in London. Daneben wurde er als Nachfolger von Feldmarschall Alan Brooke, 1. Viscount Alanbrooke Master Gunner, St James’s Park und war in diesem Ehrenamt bis zu seiner Ablösung durch General Sir Robert Mansergh 1960 für die Artillerieverteidigung vom St. James’s Park, Palace of Whitehall und Palace of Westminster zuständig. Darüber hinaus fungierte er zwischen 1956 und 1960 als Oberstkommandant der Königlichen Pferdeartillerie (Colonel Commandant Royal Horse Artillery), in der sein Sohn John David Graham Nicholson als Hauptmann (Captain) diente.